# シンフォニア (ベリオ)
ルチアーノ・ベリオの『シンフォニア』（Sinfonia、1968 / 1969年）は、ニューヨーク・フィルハーモニックの125周年記念として委嘱された、5楽章から成る管弦楽曲。8人の混声重唱を伴う。第4楽章までがベリオ自身の指揮により同オーケストラで1968年10月10日に初演された。翌年、5楽章に改訂され、エルネスト・ブール指揮の南西ドイツ放送交響楽団によりドナウエッシンゲン音楽祭にて初演された。なお、どちらも重唱はスウィングル・シンガーズが担当している。

## 編成

### ソリスト
ボイス8

### 木管楽器
ピッコロ、フルート3、オーボエ2、イングリッシュホルン、小クラリネット、ソプラノクラリネット3、アルト・サックス、テナー・サックス、ファゴット2、コントラファゴット

### 金管楽器
ホルン4、トランペット4、トロンボーン3、テューバ

### 打楽器
3人の打楽器奏者が演奏する。

#### 打楽器1
ティンパニ、グロッケンシュピール、スネアドラム、タムタム、ボンゴ

#### 打楽器2
マリンバ、タムタム、シズル・シンバル、スネアドラム、バスドラム、タンバリン、ウッドブロック3、むち、ギロ、スレイベル、トライアングル

#### 打楽器3
ヴィブラフォン、タムタム、シンバル、スネアドラム、バスドラム、ボンゴ、タンバリン、カスタネット、ギロ、スレイベル、トライアングル2

### 鍵盤楽器
ピアノ、電子ピアノ、電子オルガン

### 弦楽器
ハープ、弦楽合奏

## 楽曲構成
- 第1楽章 - フランス語の歌詞。クロード・レヴィ＝ストロースの『生のものと火を通したもの』から引用。
- 第2楽章 - O Kingの副題。キング牧師の名前を歌詞の素材として使用。
- 第3楽章 - マーラーの交響曲第2番第3楽章を元に多種多様な曲をコラージュ[1] した楽章。
- 第4楽章 - 第1楽章の歌詞を抜粋。第2楽章と対になっている。
- 第5楽章 - 第1楽章から第4楽章までを再構成。